# Apogon indicus
 Apogon indicus és una espècie de peix de la família dels apogònids i de l'ordre dels perciformes.

## Morfologia
Els mascles poden assolir els 3,8 cm de longitud total.

## Distribució geogràfica
Es troba des de Maurici a Kiribati.